# Lawrence Andreasen
Lawrence Edwin Andreasen (13 novembre 1945 – 26 ottobre 1990) è stato un tuffatore statunitense.

## Carriera
Ha rappresentato gli Stati Uniti d'America ai Giochi olimpici di Tokyo 1964, vincendo una medaglia di bronzo. Dopo le olimpiadi, si dedicò a stabilire dei record tuffandosi dai ponti. I suoi pericolosi ed illegali tentativi venivano spesso impediti dalla Polizia. Uno di questi tentativi gli fu fatale: infatti, il 26 ottobre 1990 perse la vita gettandosi dalla torre ovest del Vincent Thomas Bridge, una struttura alta ben 111 metri.

## Palmarès
- Giochi olimpici

Tokyo 1964: bronzo nel trampolino 3 m.